# René Charbonneau (missionnaire)
Pour les articles homonymes, voir René Charbonneau.
René Charbonneau, né vers 1643 au Poitou (France) et mort en 1727 à Ayutthaya (Thailande), est un missionnaire laïc français du XVIIe siècle, membre de la Société des Missions étrangères de Paris, et missionnaire au Siam. Il fut le premier médecin missionnaire au Siam, arrivé dans le pays en 1677.

## Biographie
René Charbonneau, originaire du Poitou, est né vers 1643. D'abord frère de la Congrégation de la Mission à Saint-Lazare, il en sort par l'avis de son directeur spirituel pour se présenter aux Missions Étrangères de Paris. Les documents de l'époque le qualifient de chirurgien. Il quitte Paris pour le Siam le 17 janvier 1676, en qualité d'auxiliaire laïque.
René Charbonneau travaille comme infirmier à l'hôpital établi en 1669 à Ayutthaya par le missionnaire Pierre Lambert de la Motte, vicaire apostolique au Siam, avec Louis Laneau comme médecin-chef. L'hôpital fournissait des soins médicaux à quelque 200 à 300 personnes par jour. 
René Charbonneau fournit ensuite ses services à Phra Narai, roi du Siam, d'abord en tant qu'architecte, afin de construire un fort en bois, à la frontière avec le pays de Pégou. Puis, en 1681 ou 1682, le roi Narai, qui cherche à réduire la domination néerlandaise et anglaise, le nomme gouverneur de Ko Phuket, un poste qu'il occupe jusqu'en 1685. Phuket était déjà très apprécié à l'époque pour sa production d'étain. Charbonneau reçoit l'ordre du roi Narai de permettre aux navires de toutes les nations de commercer librement à Phuket. En 1686, Charbonneau est remplacé à ce poste par le sieur de Billy, l'ancien maître d'hôtel de l'ambassadeur français au Siam, le chevalier de Chaumont.
Insatisfait par cette fonction, il retourne auprès des pères missionnaires auxquels il continue de rendre service, et lors de la persécution de 1688-1689, il prend soin des orphelinats de garçons et de filles. René Charbonneau meurt à Ayutthaya en 1727, à l'âge de 84 ans.